# Sniper: Ghost Warrior Contracts
Sniper: Ghost Warrior Contracts – strzelanka taktyczna wyprodukowana przez CI Games. Jest piątą częścią serii Sniper: Ghost Warrior oraz kontynuacją gry Sniper: Ghost Warrior 3 z 2017 roku. Jej premiera odbyła się 22 listopada 2019 roku. Gra została wydana na platformach Microsoft Windows, Xbox One i PlayStation 4. Kontynuacja gry, Sniper: Ghost Warrior Contracts 2, została wydana 4 czerwca 2021 roku.

## Fabuła
Akcja gry ma miejsce w niedalekiej przyszłości na terenie Syberii, która po wojnie z Rosją uzyskała niepodległość. Na terenie państwa powstają zbrojne oddziały ruchu oporu, których celem jest obalenie rządów bogatych elit. Główny bohater o pseudonimie „Seeker” zostaje wynajęty przez partyzancką bojówkę, a jego celem jest eliminacja ważnych osób w nowym rządzie.

## Rozgrywka
W przeciwieństwie do poprzedniej części serii, Sniper: Ghost Warrior 3, Sniper: Ghost Warrior Contracts umożliwia rozgrywkę skupioną bardziej na wykonywaniu tytułowych kontraktów niż eksploracji otwartego świata. Podczas rozgrywki gracz trafia na obszar pięciu dużych map, zawierających łącznie 25 misji. Po ukończeniu zadania gracz może bez ograniczeń wykonywać je ponownie w inny sposób. Podobnie jak w poprzedniej części gracz ma do dyspozycji przebudowane drzewko umiejętności, które można rozwijać za pomocą „żetonów”, zdobywanych za wykonywanie wyzwań, zbieranie danych wywiadowczych oraz zabijanie głównych celów misji.

## Rozwój
Sniper: Ghost Warrior Contracts został zapowiedziany przez CI Games w sierpniu 2018 roku. Pierwszy zwiastun gry został pokazany na targach E3 w 2019 roku. Ze względu na nieudaną premierę poprzedniej części cyklu postanowiono zrezygnować z kolejnej gry segmentu AAA, dzieląc rozgrywkę na kilka mniejszych map zamiast struktury otwartego świata. Tryb wieloosobowy został dodany do gry w marcu 2020 roku.

## Odbiór
Gra spotkała się z mieszanymi reakcjami krytyków, osiągając według agregatora Metacritic średnią ocen wynoszącą od 65 do 71 punktów w zależności od platformy.